# Scherma

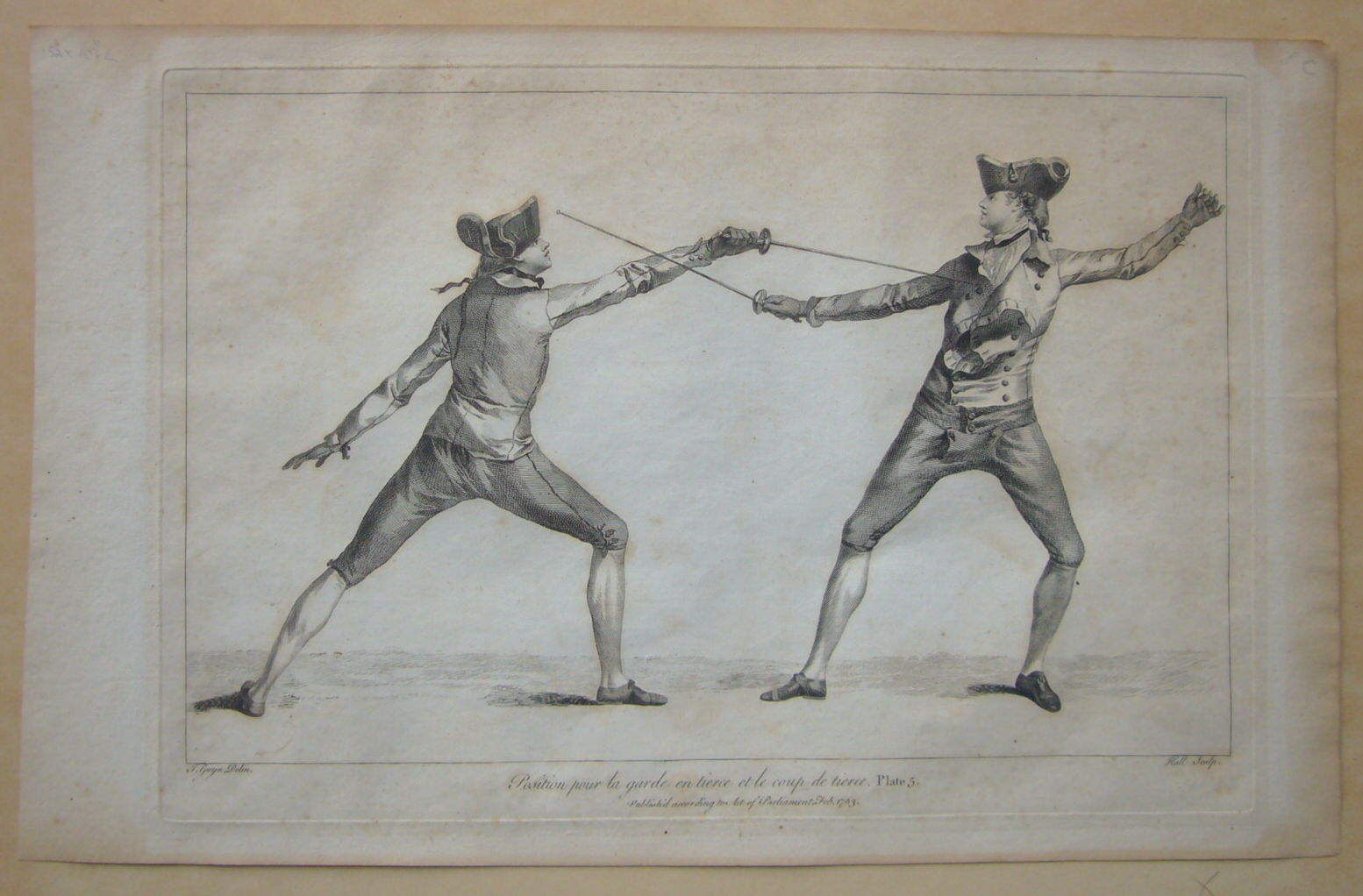
Illustrazione dal manuale di scherma di Domenico Angelo (1763)

La scherma è l'insieme delle abilità e delle tecniche proprie dell'arte dell'uso di armi bianche, per uso in guerra, difesa personale, duello o pratica sportiva. Il termine è moderno e nel linguaggio comune è principalmente riferito alla pratica della scherma sportiva, ma si riferisce anche ad ogni arte marziale che include l'uso di una qualsiasi arma adatta a questa disciplina.

## Etimologia
La parola scherma deriva dal nome longobardo "skirmjan" che significa proteggere, coprire (stessa etimologia della parola schermare). La disciplina di scherma ha infatti le proprie basi nel porre la propria arma come difesa/schermo fra sé e l'avversario. Un'analogia si trova nell'etimologia della parola equivalente inglese fencing che deriva dal verbo [de]fencing, cioè difendersi, dal latino defensio. Rimane invece dubbia l'etimologia del termine arcaico scrimia, con cui si indica la disciplina di scherma antica nell'ambito delle arti marziali. Probabilmente si tratta della fusione, nel periodo della dominazione spagnola in Italia, del termine italiano scherma con l'analogo spagnolo esgrima.
In ogni caso il termine scherma appare affermato nei trattati a noi pervenuti che parlano della disciplina già a partire dall'inizio del Cinquecento, mentre il termine scrimia compare per la prima volta in un trattato italiano di fine Cinquecento (Dell'Arte di Scrimia - 1572).
In Occidente, colui che utilizza la spada viene in genere definito schermidore (soprattutto con connotazionie sportive), oppure più largamente spadaccino o all'inglese swordsman, termini paralleli al latino gladiatore (combattente professionista che combatteva nelle arene per l'intrattenimento del pubblico nell'antica Roma utilizzando il gladio; la parola gladius a sua volta significa "spada").
In Giappone, la scherma viene chiamata kenjutsu ("arte della spada").

## Scherma europea

### Antichità

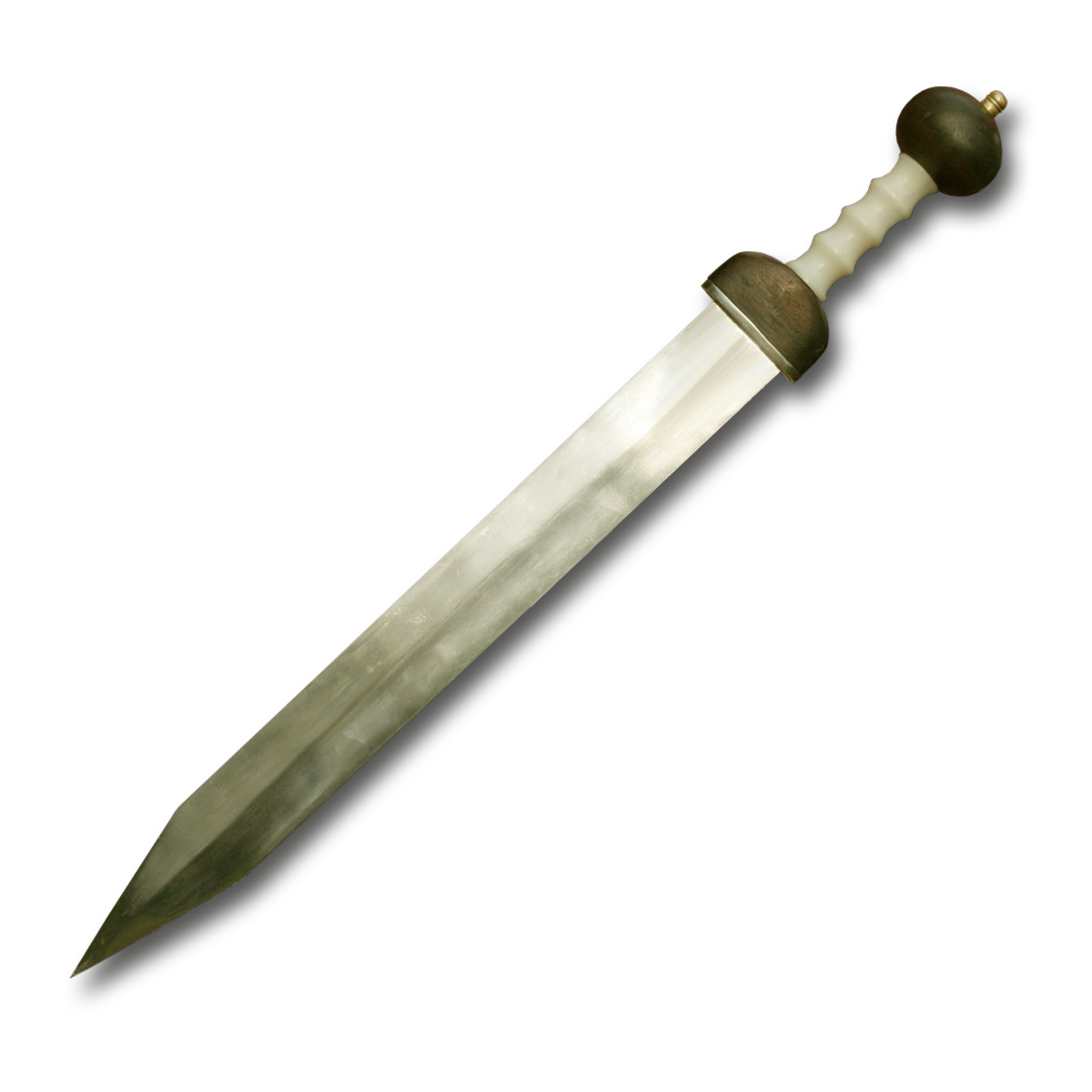
Gladio romano

L'uso di spade è testimoniato fin dai tempi degli antichi greci, che impiegavano armi come lo xiphos o il kopis, ma anche dei celti, celebri per le loro spade galliche.
Il suo utilizzo però non era molto diffuso, a causa della preziosità dei metalli usati per la lavorazione e della preferenza della maggior parte dei guerrieri per la lancia (più economica, facile da costruire e da utilizzare, con un raggio d'azione più ampio).
Prima ancora ci sono prove che gli antichi egizi praticassero uno sport molto simile alla scherma moderna, utilizzando al posto delle spade lunghi bastoni di legno. Gli atleti che si sfidavano in questo sport erano molto spesso schiavi.
Roma provvide alla diffusione della spada come arma principale da battaglia nella connotazione d'oggi in occidente. I legionari romani e altre forze dell'esercito romano utilizzavano il gladio, una spada corta utilizzata principalmente per penetrare di punta. I gladiatori (cioè "coloro che usavano il gladio") ne usavano una variante ancora più corta. La spatha (da cui deriva il termine "spada") era una lama più lunga a doppio filo utilizzata solo dalle unità di cavalleria fino al II secolo d.C., quando venne adottata anche dalle truppe di fanteria e il cui uso divenne simbolo di abilità e orgoglio.
Nonostante fosse necessario un addestramento nell'utilizzo di queste armi, non sono pervenuti a noi manuali militari antichi di scherma. Nel De re militari, di Flavio Vegezio Renato (V secolo), viene riportato come i soldati romani e i gladiatori praticassero allenamento al palo con armi pesanti e imparassero a colpire preferenzialmente di punta. Una traduzione delle Satire di Giovenale da parte di Barten Holyday nel 1661 nota che i romani, sia legionari sia gladiatori, imparavano l'uso della spada con simulacri di legno prima di passare ad armi in ferro o acciaio. Bersagli di addestramento erano un palo o un fantoccio di legno.

### Medioevo
Si sa poco sulle prime tecniche di scherma dell'alto Medioevo, a parte ciò che si è potuto ricostruire da reperti archeologici e rappresentazioni artistiche (come nel caso delle armi e armature di epoca vichinga). Si sa comunque che durante il periodo delle invasioni vichinghe l'uso della spada era limitato, soprattutto fra gli stessi vichinghi e altre popolazioni germaniche, che preferivano lancia e ascia a parte alcuni individui facoltosi. Le spade prodotte, comunque, basate sulla spatha, erano di ottima fattura.

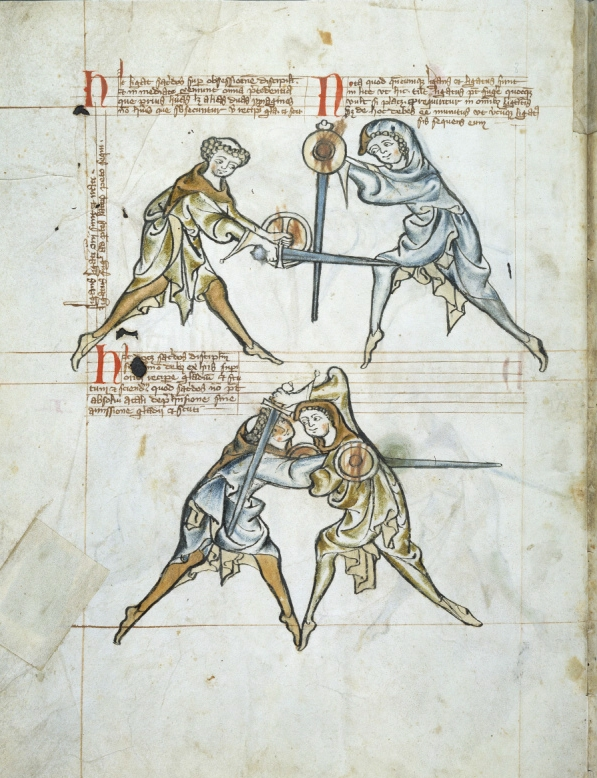
Il manoscritto MS I.33, datato circa al 1270-1320, mostra scherma con spada e brocchiero.

Col tempo la spatha si evolve nella spada d'armi. Nel corso del Medioevo, i primi trattati di scherma, conosciuti in Germania come (Fechtbücher), vennero scritti nel 1550 circa. La scuola tedesca di scherma ha le sue origini in Johannes Liechtenauer e i suoi allievi, divenuti poi maestri d'arme nel XV secolo, fra i quali Sigmund Ringeck, Hans Talhoffer, Peter von Danzig e Paulus Kal.
In Italia invece comparvero manuali come il Flos Duellatorum, scritto dal maestro di spada Fiore dei Liberi intorno al 1410.
In questo periodo la spada lunga divenne l'arma principale con numerose varianti ed adattamenti in linea con l'avanzamento tecnologico e metallurgico. Lo sviluppo di armature complete rese inadatte le spade ai campi di battaglia, favorendone invece l'uso come arma da duello o per difesa personale cittadina, influenzando così le tecniche schermistiche.
Se nell'alto Medioevo la spada era principalmente un simbolo di status sociale, nel basso Medioevo le tecniche produttive divennero più efficienti e convenienti. Di conseguenza, più che il privilegio di pochi individui ricchi, la spada divenne più che altro il simbolo dei ceti più abbienti.

### Rinascimento
La scuola germanica di scherma, in generale, conobbe un declino durante il Rinascimento mentre quelle italiane e spagnole, maggiormente orientate all'uso dello stocco e per il duello civile, crebbero notevolmente. Il compendio compilato da Paulus Hector Mair nel 1540 analizza gli sforzi del secolo precedente nel tentativo di ricostruire e preservare un'arte ormai decadente. I trattati di Joachim Meyer del 1570 ebbero un approccio scientifico e completo nei riguardi dello stile di spada, sono gli ultimi reperti maggiori della scuola tedesca e esplorano un contesto ormai quasi interamente sportivo.
L'uso della spada lunga continuò a declinare lungo il Rinascimento, in parallelo con il sorgere delle armi da fuoco e delle alabarde sui campi di battaglia. Così, la scherma si orientò verso la protezione personale dei civili ed il duello, con l'utilizzo della spada da lato, evolutasi poi nella striscia del XVII secolo. Le scuole di scherma francesi, italiane e spagnole vennero incontro a questi cambiamenti nell'armamentario civile e svilupparono stili appositi. Quella tedesca, invece, si dedicò poco a queste armi.

## La scherma di oggi
La scherma che conosciamo oggi e che vediamo e seguiamo in televisione è diversa da quella che si praticava in passato.  Ci sono tre principali discipline, che si contraddistinguono completamente l'una dall'altra.  Si passa dall'eleganza del fioretto, alla tecnicità della spada, alla dinamicità della sciabola.

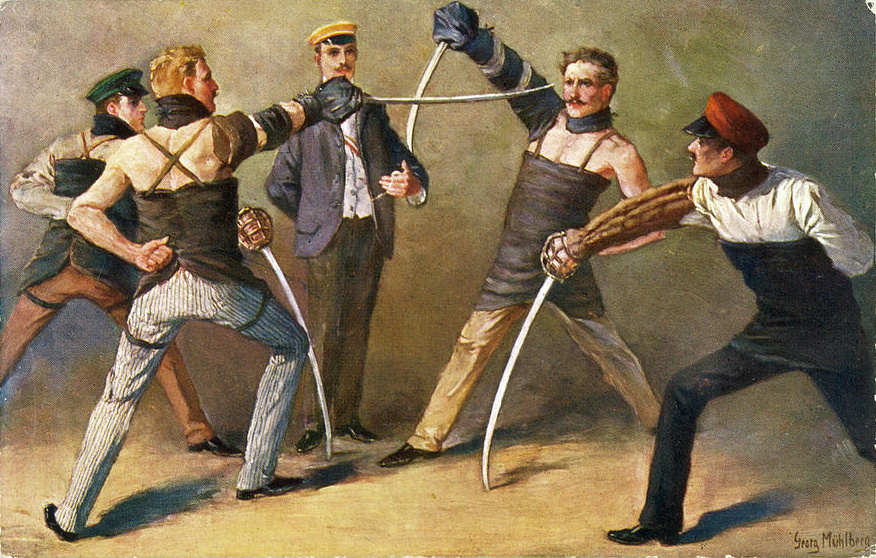
Duello di sciabola fra studenti tedeschi, intorno al 1900, in un dipinto di Georg Mühlberg (1863–1925)

Queste tre armi si differenziano principalmente per tecnicità e struttura. La divisa, ossia l'abito tecnico necessario per praticare questo sport, è la stessa per tutte le armi, con un'aggiunta di due diverse tipologie di "giubbetti elettrici" per il fioretto (tutto busto ma niente maniche) e per la sciabola (dalle spalle ai fianchi con maniche lunghe).

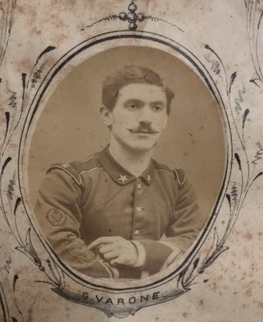
Grimoaldo Varone nel 1880, uno dei primi schermidori italiani

Entrando nel dettaglio il fioretto è da molti considerata l'arma base. Il fioretto è l'arma più praticata e più tradizionale tra le armi utilizzate nella scherma. Ci si aggiudica un punto per stoccata quando tecnicamente e tatticamente parlando si effettua un'azione vincente nei confronti dell'avversario secondo la convenzione, ovvero una serie di regole stilate per aggiudicare la stoccata a un solo dei due atleti. La convenzione nasce nell'Ottocento per regolare i duelli civili (principalmente per evitare il colpo "della doppia vedova"  ossia per scongiurare la possibilità che su un attacco simultaneo i due avversari si colpissero mortalmente nello stesso istante), ed assegna la stoccata a chi, colpendo, attacca per primo o para la stoccata avversaria e risponde. La parte che si può colpire è rappresentata da tutta la superficie conduttiva del giubbetto, di colore argentato, più parte della gorgera (parte finale della maschera che protegge il viso). La spada non necessita di un giubbetto aggiuntivo quindi ci si aggiudica il punto, anche contemporaneamente, ogni volta che si colpisce l'avversario su tutta la superficie del corpo, dai piedi alla testa. Infine la sciabola è l'unica arma con tutta la lama conduttiva, quindi ci si può colpire sia di taglio, che di controtaglio, che di punta. La superficie che permette il raggiungimento di un punto è rappresentata dal giubbetto stesso più maschera, completamente conduttiva anch'essa. Vale anche per questa disciplina la convenzione. 
Dopo la dismessa della spada lunga, spade come la spalasz o i vari tipi di sciabola furono i tipi di lama maggiormente impiegate in battaglia, usate principalmente dalla cavalleria e dagli ufficiali. L'aumento di efficacia delle armi da fuoco però ne velocizzò il declino fino a farle diventare armi da parata o cerimoniali.
L'arma preferita nel duello civile era prima la striscia e poi lo spadino, più veloce ma più corto, ma il duello venne gradualmente reso illegale in molti paesi.
La scherma si è così evoluta principalmente come sport, attraverso la scherma olimpica. Tuttavia, alcuni studenti di scherma, per evitare la perdita delle antiche arti, continuarono a mantenere viva la scherma storica e le arti marziali europee, fino anche al XXI secolo.

### Cina

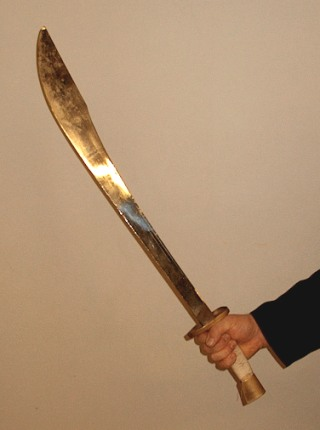
Dao (versione per dimostrazioni)

Nella cultura cinese, la spada a doppio taglio conosciuta anche come jian viene considerata un'arma da maestri o da gentiluomini, entrambi ai quali vengono richieste considerevoli abilità per combattere con queste armi, anche perché i comandanti degli eserciti preferivano il jian per muoversi facilmente fra le truppe.
Mentre molte arti marziali cinesi includono l'allenamento sia col jian che con la spada a singolo taglio, o dao (più varie altre varianti), non esistono discipline cinesi che allenano esclusivamente la spada.

### Giappone

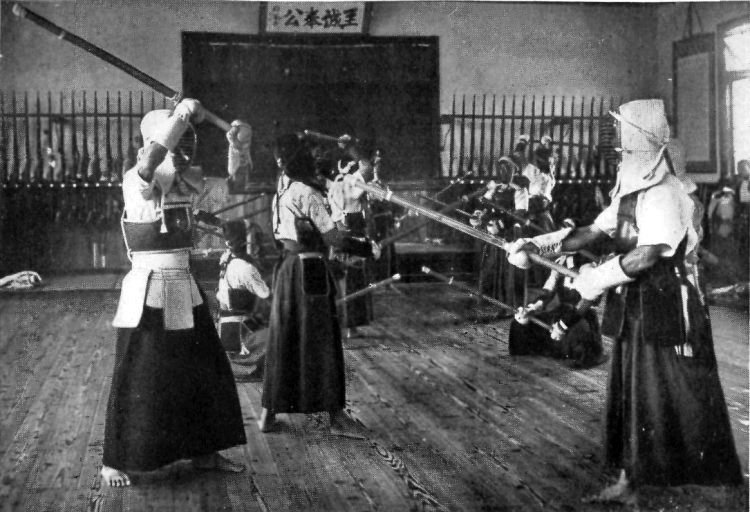
Kendō in una scuola agricolturale giapponese nel 1920

La spada giapponese ha mantenuto a lungo un significato particolare nella cultura giapponese per la reverenza e la cura che la casta dei samurai dava alle proprie armi. Il samurai impiegava principalmente una katana, lunga lama a singolo taglio (come una sciabola), ma portavano con sé anche il wakizashi, più piccolo. Il duello giapponese era molto ritualizzato e vedeva i guerrieri fronteggiarsi con la sola lama, brandita a due mani. Il famoso samurai Miyamoto Musashi, però, raccomandava come tecnica schermistica favorita l'uso di due armi assieme, Katana e Wakizashi (scuola Hyōhō Niten Ichi-ryū).
La preminenza simbolica e duellistica della spada in Giappone si sviluppò a partire dal XVII secolo, durante il periodo Edo (1603-1868) stabilito sotto la dinastia Tokugawa, in cui i samurai perfezionarono la tecnica della spada e ne trovarono applicazione nei duelli regolati dal codice d'onore del bushidō. In precedenza, durante le incessanti guerre fra clan feudali, le armi principali utilizzate erano la lancia e l'arco, mentre la spada rivestiva ruoli secondari, soprattutto prima del tentativo di invasione mongola del Giappone.
Il Kenjutsu è il termine utilizzato per riferirsi alle arti antiche di spada, dal quale si è poi sviluppata la disciplina e sport del kendō ("via della spada"), nonché lo Iaidō, la "via di estrarre la spada e riporla nel fodero". Molte si focalizzavano quasi interamente sulla scherma tramandata da nobili famiglie feudali. Diverse scuole antiche, o koryū, esistono ancora oggi, parallelamente a scuole moderne.

### Corea

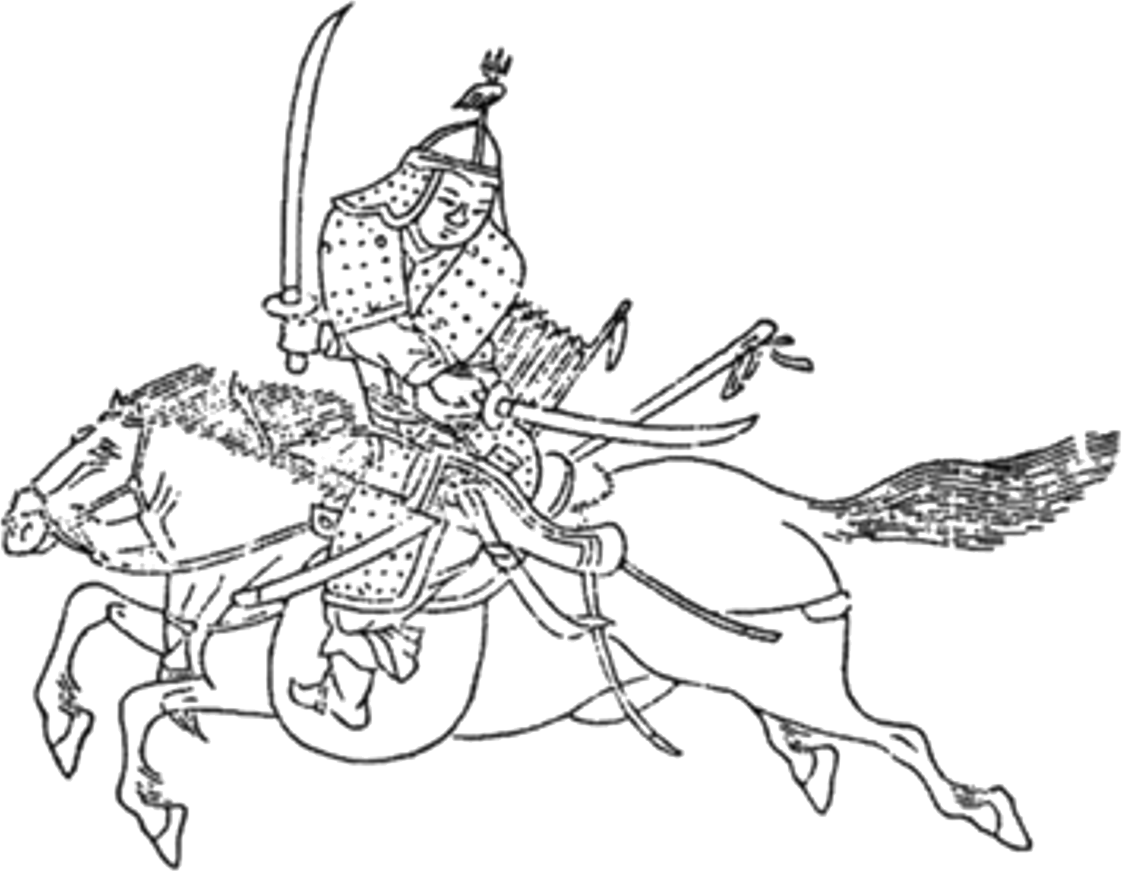
Estratto del Muyedobotongji: doppia spada a cavallo (마상쌍검; 馬上雙劍)

Il governo centralizzato Joseon e la necessità di fronteggiare continue invasioni esterne indussero lo sviluppo di tecniche schermistiche come una disciplina militare standardizzata. Assieme ad altri sistemi marziali, forme di scherma vennero formalizzate nel militare manuale del Muyejebo (1610) basato sul Ji Xiao Xin Shu di Qi Jiguang, e nelle revisioni, nel Muyesinbo (1759) e nel Muyedobotongji (1790). Quest'ultimo descrive anche lunghezze e larghezze comuni delle spade utilizzate. Anche se non esclusivamente dedicato all'uso della spada, 8 dei 23 capitoli sono interamente devoluti ad essa, riflettendo le necessità di un'era in cui le armi da fuoco non erano ancora maturate abbastanza per l'uso nel combattimento a corto raggio.

### Filippine
L'uso di vari tipi di arma bianca con lama, assieme ai bastoni e ad altre armi, è molto sviluppato nei vari stili di kali escrima.